# Ongelijkheid van Harnack
In de wiskunde is de ongelijkheid van Harnack een ongelijkheid die de waarden van een positieve harmonische functie op twee punten aan elkaar relateert. De ongelijkheid werd in 1887 geïntroduceerd door de Baltisch-Duitse wiskundige Axel Harnack. In 1961 en 1964 veralgemeende Jürgen Moser de ongelijkheid van Harnack naar oplossingen voor elliptische of parabolische partiële differentiaalvergelijkingen. Grigori Perelmans oplossing van het vermoeden van Poincaré maakt gebruik van een versie van de ongelijkheid van Harnack, die in 1993 door Richard S. Hamilton werd gevonden voor de Ricci-stroom. De ongelijkheid van Harnack wordt gebruikt om de stelling van Harnack te bewijzen over de convergentie van rijen van harmonische functies. De ongelijkheid van Harnack impliceert de regelmatigheid van de functie in het inwendige van haar domein